# Pontocythere ashermani
Pontocythere ashermani är en kräftdjursart. Pontocythere ashermani ingår i släktet Pontocythere och familjen Cushmanideidae. Inga underarter finns listade i Catalogue of Life.